# Hanat
Hanatul era teritoriul controlat de un han. La început, hanatele erau mici entități tribale în, sau în apropierea stepelor Eurasiei. Aceste regiuni erau scena migrațiilor diferitelor popoare nomade către regiunile locuite de populații sedentare din Europa sau Orientul Îndepărtat. 
Unele dintre aceste popoare nomade au reușit să fondeze state cu o viață mai lungă sau mai scurtă, care, datorită puterii lor militare, s-au dovedit amenințări importante la adresa vecinilor lor. 
Printre cele mai importante hanate cu influență majoră în istoria europeană au fost hanatele mongole: Hanatul Crimeii, (care a dispărut în secolul al XVIII-lea) și hanatele succesoare ale Hoardei de Aur – Hanatul Kazanului, Hanatul Astrahanului Hanatul Sibirului – cu toate cucerite de Cnezatul Moscovei sau de succesorul acestuia, Imperiul Rus. 
În zona cursului inferior al Dunării, bulgarii au fondat un hanat care avea să-și schimbe denumirea în țarat odată cu trecerea Hanului Boris la creștinism și proclamarea lui ca țar, sub numele de Boris I al Bulgariei în 864. 
Au mai existat numeroase hanate mici, multe dintre ele efemere, ale diferitelor popoare asiatice: kazahii, uzbecii, iranienii , transcaucazienii, calmîcii, etc.

## Legături externe
- „Hanat” la DEX online